# Elizabeth Whelan
Elizabeth M. Whelan (/hwiːlən/; née le 4 décembre 1943 et décédée le 11 septembre 2014 à l'âge de 70 ans, des suites d'une septicémie) était une auteure américaine, titulaire d'un doctorat en épidémiologie, notamment connue pour avoir, durant sa vie professionnelle, promu des avis et une science favorable à l'industrie chimique, à l'industrie alimentaire et à l'industrie agroalimentaire, également connue pour des opinions libertariennes de droite. Elle contestait la nécessités de réglementations gouvernementales sur les produits de consommation, sur les aliments et également sur les produits et industries pharmaceutiques, projets législatifs résultant selon elle d'une « science de pacotille » (junk science).
En 1978, elle a fondé une association qu'elle a baptisée American Council on Science and Health (ACSH).
Elle a aussi écrit ou co-écrit plus de 20 livres et plus de 300 articles[réf. souhaitée] dans des revues grand public (et quelques uns, comme co-autrice, dans des revues scientifiques).
Le plaidoyer de Whelan englobait de nombreux cas très médiatisés, y compris la « clause Delaney » utilisée par la Food and Drug Administration pour éliminer l'utilisation de l'édulcorant saccharine.
Elle a promu une « bonne science », favorable à l'industrie, tout en cherchant à supprimer l'influence d'autres sciences sur les régulateurs, et elle a été condamnée pour cela par de nombreuses organisations de protection des consommateurs et de l'environnement, par exemple à la suite du soutien de l'ACSH aux pesticides, aux hormones de croissance utilisées pour les vaches laitières (rBST), aux PCB, à fracturation hydraulique, et aux limites proposées pour les tailles et volumes de bouteilles de sodas sucrés à New York.
Elle a critiqué de nombreux groupes d'intérêt public qui, selon elle, « effraient » les gens là où « aucun danger n'a été prouvé ». Whelan a contesté que ce soit l'exposition à des produits chimiques toxiques qui ait causé des malformations congénitales et des problèmes de santé à Love Canal ; elle a affirmé sans preuve que si les gens tombaient malades, c'était  à cause du "stress causé par les médias.

## Élément de biographie
Avant son mariage, elle s'appelait Elizabeth Ann Murphy.
Née à Manhattan en 1943, elle était la fille de Marion Barret Murphy et Joseph F. Murphy et avait deux frères, Kevin et Brian Murphy.
Son père était avocat et membre de la Commission of Insurance of New Jersey de 1982 à 1984,.
Whelan a épousé Stephen T. Whelan. Ils ont eu un enfant, Christine Moyers, et deux petits-enfants.

## Éducation
Elle a obtenu un baccalauréat du Connecticut College et a ensuite obtenu une maîtrise en santé publique de l'Université Yale, ainsi qu'une maîtrise en sciences et un doctorat de l' Université Harvard, en 1971,.
Son diplôme en poche, elle a commencé à étudier les mariages modernes et les relations familiales, publiant plusieurs articles sur le sujet,,,. Ce travail a abouti à son premier livre, Sexe et sensibilité : un nouveau regard sur la femme, présenté comme informant à propos des menstruations, de la reproduction, l'anatomie masculine et sur la planification familiale, de manière à aider l'adolescente, à réfléchir sur l'amour et la sexualité, avec un accent porté sur l'importance de la responsabilité).
L'année suivante, elle en publie deux autres, A Baby? (Un bébé, peut-être ? : Un guide pour prendre la décision la plus fatidique de votre vie) et Donner un sens au sexe : un nouveau regard sur le fait d'être un homme. Ce dernier a été coécrit avec son beau-père, Stephen T. Whelan Sr., et était destiné à accompagner son premier livre.

## Lobbying et plaidoyer
Après avoir obtenu son diplôme, Whelan a aussi commencé à écrire sur des questions de santé, pour des magazines grand public tels que Harper's Bazaar, Glamour et d'autres magazines.
Elle a dit que l'année 1973 a été un tournant pour elle, quand un amendement (dit « clause Delaney ») voté en 1958 à la Loi de 1938 sur les aliments, les médicaments et les cosmétiques a été utilisé par la FDA. Cette clause imposait d'interdire tout produit chimique démontré cancérigène (pour l'animal ou l'homme). Whelan affirmait que les effets cancérigènes des faibles doses de produits chimiques (de plus en plus faciles détecter grâce aux progrès de la chimie analytique) étaient surestimés, notamment car les études étaient souvent faites sur des animaux (souris, rat…) différents de l'Homme.
Whelan estimait que le discours de prudence des autorités de santé s'éloignait de ce qu'elle appelait la « bonne science » sur la santé.
C'est ce qui l'aurait incité à écrire ou co-écrire des livres en guise de réponse à cet écart : 
- Panic in the pantry: facts & fallacies about the food you buy (Panique dans le garde-manger : faits et idées fausses sur la nourriture que vous achetez), publié en 1975, un livre qui selon son éditeur « affirme que les efforts des extrémistes environnementaux radicaux pour purger la nation des produits chimiques industriels paralysent inutilement de nombreuses industries américaines ».
- Eat OK-feel OK ! : Food Facts and your health, publié en 1978.
- The complete guide to preventing Cancer (1994), livre basé sur l'hypothèse que nous déterminons en grande partie nos risques de développer un cancer et que nous pouvons limiter ce risque. Mais l'auteur estime que le consommateur est confronté à des « causes hypothétiques non prouvées du cancer ». Elle estime que « le tabac sous toutes ses formes et usages » en est « le principal coupable : des estimations attribuent aujourd'hui quelque 40 % de l'incidence du cancer à l'exposition au tabac ». Elle évoque d'autres facteurs sont « l'alimentation, l'alcool, la radioactivité, la lumière du soleil, les drogues, le comportement sexuel, les facteurs environnementaux et les risques professionnels ».

Après plusieurs années d'écriture, avec son co-auteur également controversé Frederick J. Stare, Whelan a créé l’American Council on Science and Health (ACSH) en 1978, selon ses dires, une association créée afin d'aider les scientifiques à toucher le public.
L'ACSH s'auto-défini comme un consortium non-partisan, d'éducation des consommateurs, ciblant les questions politiques avec une large composante scientifique. Mais ses détracteurs soutiennent qu'il a un fort parti pris pro-industrie.
L'ACSH  dit que l'un de ses objectifs est d'utiliser les médias pour apporter une « science solide » aux débats publics. Whelan y a initialement invité 50 scientifiques. L'agronome Norman Borlaug (ayant  reçu le prix Nobel de la paix en 1970 pour ses contributions à  augmentation des rendements mondiaux en céréales dite révolution verte) a été l'un des premiers à répondre, devenant l'un des administrateurs fondateurs. Selon l'ACSH en 2003 il y avait plus de plus de 350 chercheurs membres.
Whelan a également continué à publier ou co-publier, avec notamment :
- The One-hundred-percent Natural, Purely Organic, Cholesterol-free, Megavitamin, Low-carbohydrate Nutrition Hoax (Le canular nutritionnel à cent pour cent naturel, purement biologique, sans cholestérol, mégavitaminé, pauvre en glucides  publiée en 1983) ;
- Une preuve irréfutable : comment l'industrie du tabac s'en sort avec un meurtre (1984) ;
- https://www.jstor.org/stable/3342095
- Toxic terror The truth behind the health scares (Terreur toxique ; la vérité derrière les alertes sanitaires) (1985).
- Boy Or Girl (1985), ouvrage qui donne une méthode, selon l'auteur « simple, pratique, naturelle et fondée sur la recherche pour déterminer le sexe d'un enfant au moment de la conception » (en fonction du moment du cycle menstruel lors de la fécondation), prenant Boy or Girl? The Sex Selection Technique That Makes All Others Obsolete (1977)[12].

- Fad free nutrition, an authoritative guide to eating right from the American Council on Science and Health (Nutrition sans mode, 1998), affirmant que le plus gros problème de santé d'aujourd'hui est peut-être la consommation d'une trop grande quantité d'informations peu fiables sur la nutrition. En utilisant des informations à jour et en basant leur approche sur des principes scientifiques solides et des études légitimes, les auteurs aident le lecteur à trier les faits de la fiction et, tout aussi important, les faits du « peut-être »[13].

## Position sur l'alcool
En 2008, dans un article co-écrit avec deux scientifiques, elle estime qu'« un grand nombre de preuves scientifiques associent la consommation modérée d'alcool à une réduction de la mortalité chez les personnes d'âge moyen et les personnes âgées dans les sociétés industrialisées" et qu'Il est théoriquement possible qu'une consommation modérée d'alcool chez les jeunes adultes puisse réduire le risque de maladie cardiaque ultérieure; cependant, cela n'a pas été clairement démontré ».

## Position sur le tabac
Elizabeth Whelan a soutenu de nombreux secteurs industriels polluants ou producteur d'aliments industriels mis en cause dans la malbouffe, mais pas l'industrie du tabac. Elle a souvent repris en les considérant comme de la « bonne science » les données montrant que le tabac est une cause majeure de cancers et d'autres maladies, mais quand à la fin des années 1980 des « organisations bénévoles de santé et associations médicales professionnelles ont appelé à l'interdiction de toute forme de publicité et autres formes de promotion des produits du tabac », elle a fait partie des opposants aux interdictions et a attiré l'attention sur le caractère contraignant de l'interdiction de la promotion du tabac, en mettant en doute sa constitutionnalité tant que le produit mis sur le marché est un « produit légal ». Elle a contribué à une synthèse de  publiée dans The Journal of Public Health Policy (JPHP, un journal sans comité de lecture se présentant comme étant une « plate-forme passionnante pour diffuser la controverse et encadrer les débats politiques - affiner les politiques pour résoudre les nouveaux problèmes et les anciens non résolus ».